# Oopsis pseudostriatellus
Oopsis pseudostriatellus är en skalbaggsart som beskrevs av Stefan von Breuning 1964. Oopsis pseudostriatellus ingår i släktet Oopsis och familjen långhorningar. Inga underarter finns listade i Catalogue of Life.